# Унтерофіцер
У́нтерофіце́р (нім. Unteroffizier — «підофіцер») — військове звання і категорія молодшого командного, начальницького складу в Збройних силах різних країн. Ця категорія звань у Збройних силах України, колишньої Радянській армії умовно відповідає сучасній назві українського сержантського корпусу.

## Армія Російської імперії
У російській імператорській армії до 1917 (а на територіях, контрольованих білими, — дещо довше) до даної категорії в різні періоди відносилися такі звання:
- молодший унтерофіцер, молодший урядник (козаки), молодший феєрверкер (артилерія)
- старший (відділений) унтерофіцер, старший урядник (козаки), старший феєрверкер (артилерія)
- фельдфебель, вахмістр
- підпрапорщик
- зауряд-прапорщик
- капрал до 1798
- фур'єр до 1798
- каптенармус до 1798
- сержант до 1765
- молодший сержант з 1765 до 1798
- старший сержант з 1765 до 1798

Слід враховувати, що до 1826, в так званій «старій» гвардії фельдфебелі та вахмістри, а до 1798 і сержанти були віднесені до відповідних класів Табелю про ранги (XIV і XIII), але оберофіцерами не вважалися і до них не прирівнювалися. Проте в армію вони могли бути переведені підпоручниками або прапорщиками відповідно.

## Німеччина
В німецькій армії починаючи з часів веймарського рейхсверу унтерофіцер і штабсунтерофіцер — єдині звання в категорії так званих «унтерофіцерів без портупеї», тобто без права носіння портупеї, по статусу звання нижче унтерфельдфебеля і вище гефрайтерів (єфрейторів).
Решта унтерофіцерських звань належала до категорії «унтерофіцерів з портупеєю».

### Пруссія

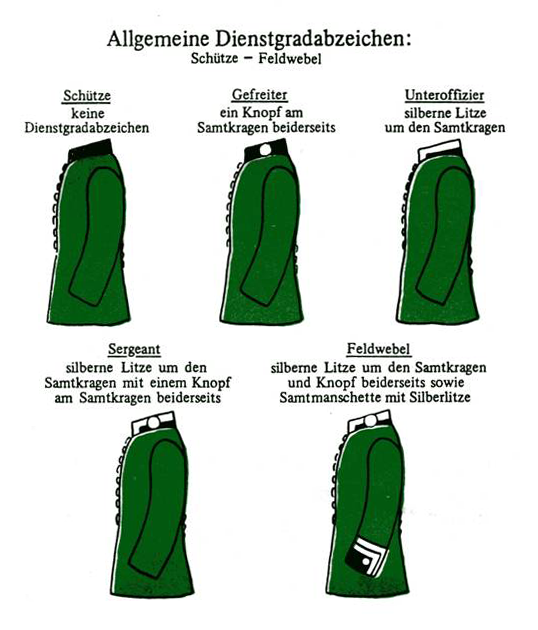
Однострої зі знаками розрізнення 10-єгерського батальйону, королівства Пруссія

Звання унтерофіцер було присутнє в королівських військах Пруссії, та в кайзерівській армії.
За знаки розрізнення унтерофіцер мав одинарне галунне шиття на комірі.

### Рейхсвер
За часів Веймарської республіки, у Збройних силах (Рейхсвер) в унтерофіцерському складі з 1920 року існували звання унтерофіцер, унтерфельдфебель, фельдфебель та оберфельдфебель. Звання унтерофіцер було вище за рангом від штабсєфрейтора та нижче від унтерфельдфебеля. На флоті аналогом звання унтерофіцер було військове звання маат.
За знаки розрізнення унтерофіцер з 1920 року мав широку (незамкнену в основі) галунну облямівку на погоні.
Знаки розрізнення унтерофіцера (1919—1935)
|      |           |           |
| 1919 | 1919-1920 | 1920-1935 |

### Вермахт(1935—1945)

#### Сухопутні Сили
У класі унтерофіцерів Сухопутних сил (Хеєр) були присутні звання унтерофіцер, унтерфельдфебель (унтервахмістр), фельдфебель (вахмістр), оберфельдфебель (обервахмістр) та штабсфельдфебель (штабсвахмістр). Знаками розрізнення цього класу була широка галунна облямівка погон, а також (крім звання унтерофіцер та унтерфельдфебель) певна кількість чотирипроменевих зірок.
Найнижчим званням в цьому класі було звання унтерофіцер, яке було вище ніж оберєфрейтор (з 1942 року штабсєфрейтор) та нижче ніж унтерфельдфебель.
За знаки розрізнення носій звання унтерофіцер мав широку (незамкнену в основі) галунну облямівку на погоні.
Фанен-юнкер у званні унтерофіцера носив стандартні погони свого звання, на яких було розміщено дві поперечні стрічки.
За знаки розрізнення на маскувальному костюмі носії звання унтерофіцер мали одну стрічку захисного кольору.

#### Військово-Повітряні Сили
У класі унтерофіцерів Військово-Повітряних Силах (Люфтваффе) були присутні звання унтерофіцер, унтерфельдфебель, фельдфебель, оберфельдфебель та штабсфельдфебель. Знаками розрізнення цього класу була широка галунна облямівка погон, а також (крім звання унтерофіцер та унтерфельдфебель) певна кількість чотирипроменевих зірок. Також носії військових звань цього класу, мали на комірі однострою галунну облямівку.
Найнижчим званням в цьому класі було звання унтерофіцер, яке було вище ніж штабсєфрейтор та нижче ніж унтерфельдфебель.
За знаки розрізнення носій звання унтерофіцер мав широку (незамкнену в основі) галунну облямівку на погоні. На кожній з петлиць унтерофіцер мав по одній «птичці».
Фанен-юнкер у званні унтерофіцера носив стандартні погони свого звання, на яких було розміщено дві поперечні стрічки.
За знаки розрізнення на маскувальному костюмі носії звання унтерофіцер мали одні «крильця».

#### Військово-Морські Сили
У класі унтерофіцерів Військово-Морських сил (Кригсмарине) був поділ на унтерофіцерів без портупеї (маати) та унтерофіцерів з портупеєю (фельдфебелі). Серед маатів були звання: маат та обермаат (відповідно до Сухопутних Сил — унтерофіцер та унтерфельдфебель). Серед фельдфебелів були присутні зівання: фельдфебель, оберфельдфебель, штабсфельдфебель та штабсоберфельдфебель.
Знаками розрізнення цього класу була широка золота галунна облямівка п'ятикінцевих погонів, а також (крім звання маат та обермаат) певна кількість чотирипроменевих зірок. Також носії військових звань маат та обермаат, мали на комірі однострою золоту галунну облямівку та певну кількість стрічок на синіх петлцях.
Найнижчим званням в цьому класі було звання маат, яке було вище ніж оберштабсєфрейтор та нижче ніж обермаат.
За знаки розрізнення носій звання маат мав широку (незамкнену в основі) галунну облямівку на погоні. На кожній з петлиць маат мав по одній золотій стрічці. Також маати мали овальну нарукавну нашивку з якорем.
На польовому однострої, який був подібним до однострою який використовувався в сухопутних силах, використовувалися лише погони з золотою облямівкою. Всі елементи однострою, як і облямівка коміра та орел на грудях, також були золоті. Петлиці були подібні до загальновійськових «катушок» але с золотими центрами.

#### Ваффен-СС (1940—1945)
Після створення Військ СС відбулася уніфікація звань СС до військових звань. Військовики СС отримали окрім власне СС-вських звань ще й загальноармійські.
Аналогом унтерофіцера в Військах СС, був унтершарфюрер, який мав за знаки розрізнення одну чотирипроменеву зірку на петлиці. Унтершарфюрер мав широку, незамкнену в основі, галунну облямівку на погоні. За знаки розрізнення на маскувальному костюмі носії звання унтершарфюрер мали одну стрічку захисного кольору.
Юнкер-СС, який був аналогом армійського фанен-юнкера у званні унтерофіцера носив стандартні погони унтершарфюрера, на яких було розміщено дві поперечні стрічки.
Знаки розрізнення унтерофіцерів Вермахту та Ваффен-СС
| Рід військ | Армія       | Люфтваффе   | Кригсмарине | Ваффен-СС        |
| ---------- | ----------- | ----------- | ----------- | ---------------- |
| Петлиці    |             |             |             |                  |
| Погони     |             |             |             |                  |
| Нашивки    |             |             |             |                  |
| Звання     | Унтерофіцер | Унтерофіцер | Маат        | Унтершарфюрер СС |

### Національна народна арміяНДР
В збройних силах Німецької Демократичної Республіки, звання в унтерофіцерському класі були присутні званнями: унтерофіцер, унтерфельдфебель, фельдфебель, оберфельдфебель, штабсфельдфебель. Військове звання унтерофіцер було найнижчим званням у цьому класі.
Унтерофіцер був вище за рангом від штабсєфрейтора, та нижче від унтерфельдфебеля. Здебільшого знаки розрізнення НРА були побудовані на зразком знаків розрізнення Вермахту з наближеною уніфікацією до радянської армії. Знаками розрізнення цього класу була широка галунна облямівка погон, а також (крім звання унтерофіцер та унтерфельдфебель) певна кількість чотирипроменевих зірок.
За знаки розрізнення носій звання унтерофіцер мав широку (незамкнену в основі) галунну облямівку на погоні.
|             |
| Унтерофіцер |

### Бундесвер
Унтерофіцер (нім. Unteroffizier) — військове звання і категорія молодшого командного, начальницького складу в Збройних силах Німеччини.

## Австрія
В Збройних силах Австрії (Бундешір) присутній клас військовиків «унтерофіцери», який розташований між солдатським та офіцерським складом. Цей клас поділяється на унтерофіцерів (вахмістр, обервахмістр) та штабсунтерофіцерів (штабсвахмістр, оберштабсвахмістр, заступник офіцера та віцелейтенант).
Унтерофіцери, вирізняються срібними галунами на петлицях та нашивках, а також срібними (крім віцелейтенанта) шестипроменевими зірками, кількістю згідно зі званням.